# Budziszów Wielki

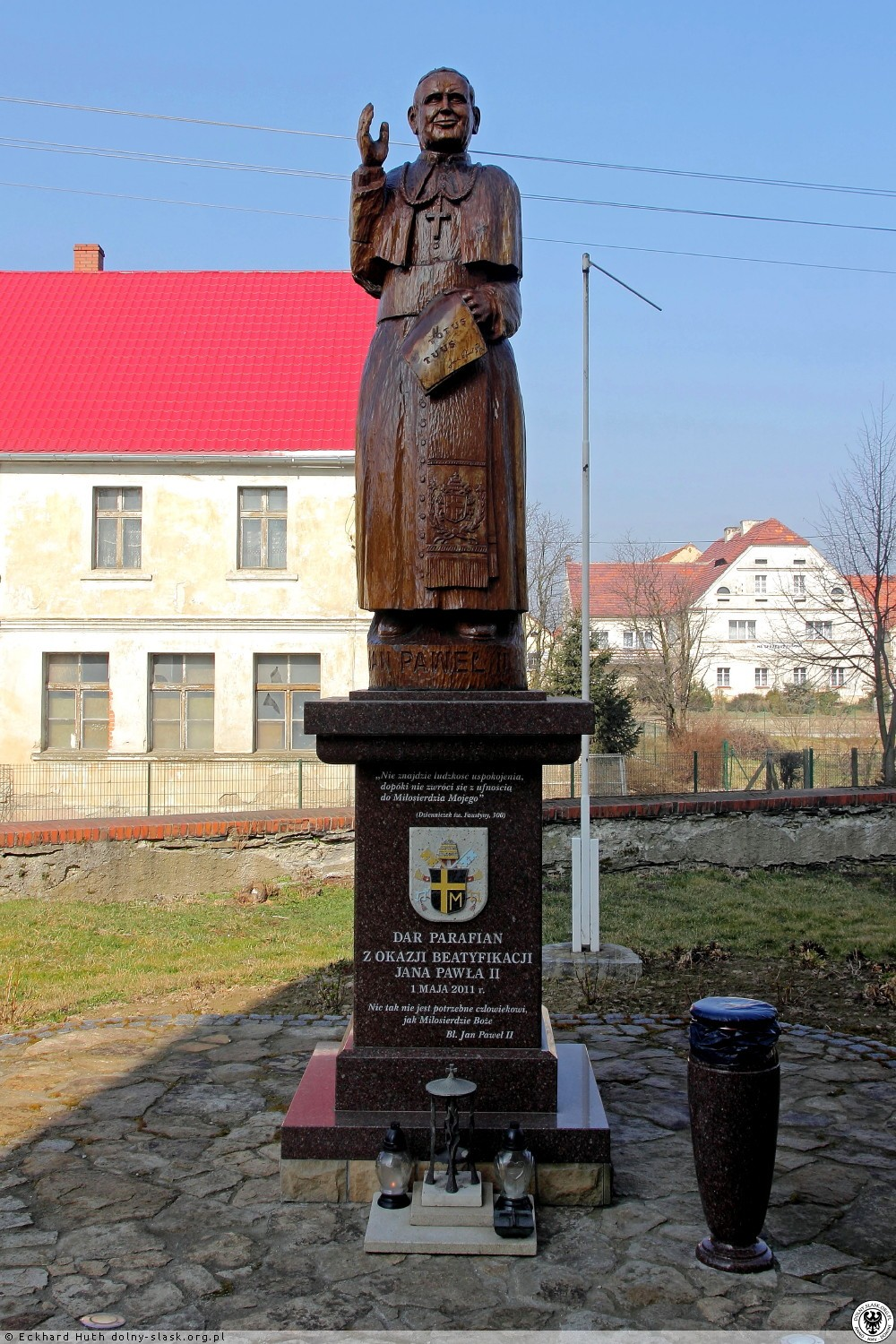

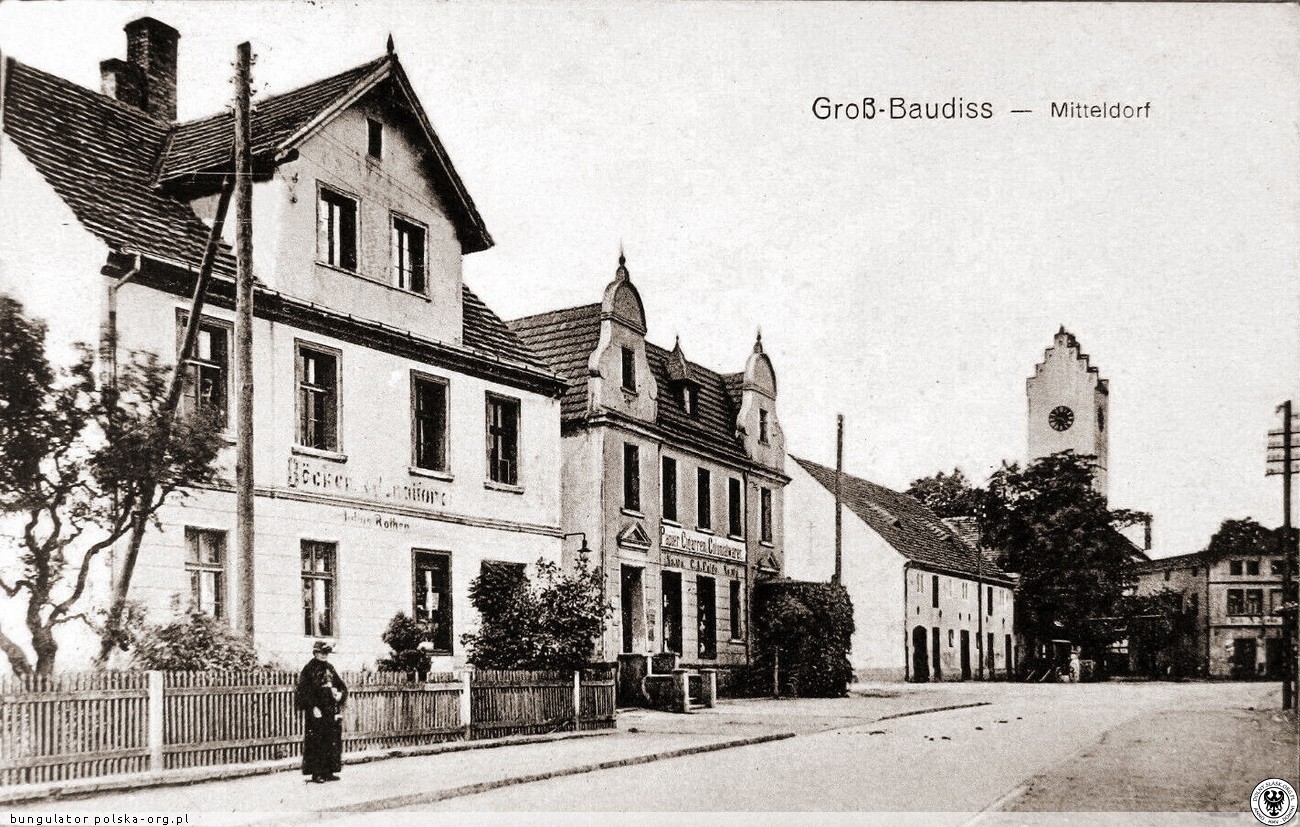

Budziszów Wielki (niem. Groß Baudiß) – wieś w Polsce położona w województwie dolnośląskim, w powiecie jaworskim, w gminie Wądroże Wielkie.

## Podział administracyjny
W X w. teren znajdował się pod panowaniem Królestwa Polskiego. Miejscowość wzmiankowano w 1193 roku jako Budisschow, w 1217r. jako Budissouo, a w 1359r. pod nazwą Budesow panum. Początkowo wieś należała do klasztoru Kanoników Regularnych we Wrocławiu. Pod koniec XIII wieku Budziszów był własnością książąt wrocławskich, po czym przeszedł w ręce śląskiego rycerstwa. Majątek kolejno posiadały rody von Mesehow, von Ledivhose, von Parchwitz, von Romnitz. Po przejęciu Śląska przez Prusy w wyniku wojen śląskich w połowie XVIII wieku dobra przeszły na własność domeny królewskiej Hohenzollernów. Częścią domeny majątek w Budziszowie Wielkim pozostał do 1806 roku, kiedy to nabyła go rodzina Du Port. Źródła z 1830 i 1845 roku potwierdzają, że posiadłość należała do rodu Du Port. W wiosce wzmiankowano pałac, folwark, ewangelicki kościół i szkołę, browar, gorzelnię i wiatrak. Przed 1856 rokiem dobra rycerskie zakupił były referendarz Ferdinand Walter. W jego posiadaniu pozostały do lat 60. XIX wieku. W 1866 roku w Budziszowie Wielkim jako właściciela majątku wymieniono już niejakiego Hoffmanna. Od niego w 1868 roku włości odkupił porucznik Paul Müller. W dokumencie z 1894 roku w Budziszowie Wielkim wzmiankowano rotmistrza w stanie spoczynku Paula Müller-Baudiss. Majątek w tym czasie liczył zaledwie 156ha: 150ha pól uprawnych, 6ha dróg, podwórzy gospodarczych i innych użytków. W 1937 roku właścicielem dóbr rycerskich był radny Paul Müller-Baudiss, być może syn poprzedniego. Włości liczyły 135ha, w tym 125ha pól uprawnych, 2ha pastwisk, 8ha ogrodu, dróg, podwórzy gospodarczych i innych użytków. Od 1949 r. oficjalnie należała do Rzeczypospolitej Polskiej. W latach 1954–1968 wieś należała i była siedzibą władz gromady Budziszów Wielki, po jej zniesieniu w gromadzie Wądroże Wielkie. W latach 1975–1998 miejscowość administracyjnie należała do województwa legnickiego.

## Położenie i infrastruktura
Przez Budziszów Wielki przepływa rzeka Cicha Woda. Wieś położona jest kilkaset metrów od autostrady A4, na odcinku od Legnicy do Wrocławia. Przez główną ulicę wsi przebiega droga wojewódzka o numerze 345. Łączy DK94 w Wilczkowie z DK5 w Strzegomiu.
W miejscowości znajdują się między innymi: Kościół pw. Świętego Pasterza, cmentarz parafialny, dwa sklepy wielobranżowe, sklep metalowy, dwa place zabaw, boisko przyszkolne, przychodnia lekarska i szkoła podstawowa. W 2023 roku planowana jest modernizacja oświetlenia na energooszczędne, utworzenie drogi osiedlowej łączącej przyszkolne boisko z drogą gminną do Budziszowa Małego.

## Dalsza historia wsi
Być może w XV wieku w Budziszowie Wielkim znajdowała się wieża mieszkalna. W szesnastym stuleciu jej pomieszczenia wchłonął dwuskrzydłowy renesansowy dwór. Około 1806 roku rodzina Du Port dobudowała trzecie skrzydło i całą rezydencję przekształciła w stylu klasycystycznym. W ten sposób siedziba otrzymała zachowany do dziś układ na planie podkowy, otwarty na dziedziniec folwarczny. W 1945 roku majątek przejęło państwo polskie. Rezydencja wraz z folwarkiem znalazła się pod zarządem Państwowego Gospodarstwa Rolnego w Wądrożu Wielkim. W drugiej połowie XX wieku zabytek był kilkukrotnie remontowany, co mogło doprowadzić do znacznego uproszczenia elewacji. W latach 1975–1976 wymieniono tynki. Kolejne prace renowacyjne prowadzono w latach 1979–1980 i 1983-85. Obecnie budynek jest własnością prywatną. Po raz kolejny został odnowiony przed 2016 rokiem. Wymieniono dach oraz wyremontowano elewacje. Pałac trzyskrzydłowy, podpiwniczony, dwukondygnacyjny, z częściowo użytkowym poddaszem, nakrytym dachem dwu- i trzyspadowym z wystawkami i powiekami. Proste elewacje zdobi wydatny gzyms między kondygnacjami, gzyms wieńczący oraz opaski wokół okien. Główne wejście do budynku znajdujące się na osi skrzydła środkowego, pierwotnie akcentowała je para pilastrów i odcinkowy tympanon. Układ wnętrz z centralną sienią i klatką schodową. W części pomieszczeń parteru zachowane sklepienia kolebkowe.
Po wcieleniu wsi do Rzeczypospolitej Polskiej rdzenną, niemiecką ludność wysiedlono, a pozostałe pomniki upamiętniające I wś. usunięto.
Miejscowość Budziszów Wielki w 2024 r., otrzymała tytuł "Najpiękniejszej Wsi Dolnośląskiej 2024" w ramach konkursu "Piękna Wieś Dolnośląska" organizowanego przez Urząd Marszałkowski Województwa Dolnośląskiego.

## Zabytki
Do wojewódzkiego rejestru zabytków wpisane są obiekty:
- kościół fil. pw. Dobrego Pasterza, z XV w., przebudowany w połowie XIX w.
- cmentarz przykościelny, z XIII w.
- cmentarz parafialny, z 1889 r.
- dwór, z XV/XVI w.